# 17031 Piethut
17031 Piethut este un asteroid din centura principală de asteroizi.

## Descriere
17031 Piethut este un asteroid din centura principală de asteroizi. A fost descoperit pe 22 martie 1999 la Stația Anderson Mesa în cadrul programului LONEOS. El prezintă o orbită caracterizată de o semiaxă mare de 2,39 ua, o excentricitate de 0,12 și o înclinație de 7,9° în raport cu ecliptica.